# جين أوسبورن
جين أوسبورن (بالإنجليزية: Gene Osborn)‏ هو لاعب كرة قاعدة أمريكي، ولد في 10 أغسطس 1922، وتوفي في 27 نوفمبر 1975 بسبب قصور كلوي.